# E-forlag
E-forlag. Forlag som udgiver litteratur (faglitteratur eller skønlitteratur) udelukkende i e-medie-form. 
Læserne downloader e-teksterne i e-bogsformat til egen pc og kan her læse teksterne på skærm eller printe e-teksterne til læsning i papirform.
Der findes flere e-bogsformater, hvoraf Adobe Reader er det mest kendte.